# رايموند اتيفيلد
رايموند اتيفيلد (بالهولندية: Raymond Atteveld)‏ (8 سبتمبر 1966 بأمستردام في هولندا - ) هو لاعب كرة قدم هولندي في مركز الظهير. لعب مع أدو دين هاغ ورودا ياي سي وفيتيسه آرنهم وكونينكليجك سبورتفرينغنغ فاريغيم ونادي إيفرتون ونادي بريستول سيتي ونادي غرونينغن ونادي هارلم ووست هام يونايتد.

## وصلات خارجية
- رايموند اتيفيلد على موقع قاعدة بيانات كرة القدم.إي يو (الإنجليزية)
- رايموند اتيفيلد على موقع Soccerway.com (الإنجليزية)
- رايموند اتيفيلد على موقع عالم كرة القدم.نت (الإنجليزية)